# Basket Astarac Club Mirande
Le Basket Astarac Club Mirande (plus connu sous le nom de BAC Mirande) est un club féminin français de basket-ball aujourd’hui disparu. Le club issu de la petite ville de Mirande (3 527 habitants en 2014) a marqué le championnat de France en remportant trois titres nationaux (1988-1989-1990).

## Historique
Fondé en 1975 par Lili Oliveira, qui sera la première présidente du club, Alain Jardel et Michel Esperon, le BAC Mirande a accueilli en son sein une bonne partie du fleuron des joueuses françaises. Le nom de Astarac vient de celui de l’ancien comté dont Mirande était autrefois le fief.
Professeur de sport muté dans le Gers dans le cadre du CAS (Centre d'Activités Sportives) créé par le Ministre des Sports François Missoffe pour faire le lien entre l'Education Nationale et les clubs associatifs, Alain Jardel s'implique pour développer la section féminine du club dont la première équipe senior voit le jour pour la saison 1976/1977. La section masculine accède au plus haut niveau du championnat régional et y joue un rôle intéressant au tout début des années 1980 avec Jean-Aimé Toupane. Alain Jardel mène rapidement l'équipe féminine au niveau régional, puis en Nationale 3 et après trois saisons en Nationale 2 (dont deux accessions manquées sur le fil), le Basket Astarac Club Mirande atteint l'élite. Le club compte un dixième des licenciées du Gers et forme localement la plupart des joueuses, les Mirandaises, Annick Lalanne (Internationale B), Martine Campi, Florence Roussel (Internationales A), les Toulousaines Yannick Souvré, Corinne Zago et Loetitia Moussard (Internationales A). En 1985 aucune n'est payée, le club préférant investir dans un centre de formation, le premier créé en France avec celui de l'AS Montferrand, ou la qualité des déplacements.
Le club a été trois fois champion de France (Nationale féminine 1A) en 1988, 1989 et 1990, Champion de France Espoirs en 1994 et double vainqueur de la coupe de France cadettes (devenue U17 en 2011) en 1988 et 1996. Il a été dissous le 24 octobre 1997 par manque de budget.

## Palmarès
- 3 fois champion de France (consécutivement entre 1988 et 1990)

## Entraîneurs successifs de l'équipe senior féminine
- 1975 - 1997 :  Alain Jardel
- 1997 :  Jacques Commères

## Joueuses célèbres ou marquantes
- Martine Campi
- Florence Roussel
- Kostadinka Radkova
- Nadine Gimenez
- Nathalie Étienne-Bergeaud
- Marina Ferragut
- Carole Force
- Judith Medgyesi
- Shannon Mac Gee
- Anna Kotočová
- Lœtitia Moussard
- Yannick Souvré
- Olga Soukharnova
- Corinne Zago-Esquirol
- Annick Lalanne
- Isabelle Huchon
- Nadine Gimenez
- Valérie Garnier